# Isabel Elbal
Isabel Elbal Sánchez (Madrid, 1969) es una abogada española especializada en Derecho penal y ex profesora de Derecho procesal penal en el Centro de Estudios del Colegio de Abogados de Madrid. Forma parte del equipo de litigios estratégicos del Observatorio Derechos Económicos, Sociales y Culturales (DESC) de Barcelona.

## Trayectoria
Regenta con su pareja, el abogado Gonzalo Boye, el despacho de abogados Boye Elbal y Asociados. A lo largo de su carrera profesional, ha ejercido la acusación particular en el Juicio por los atentados del 11 de marzo de 2004, se ha querellado contra el extesorero del Partido Popular Luis Bárcenas, y defendió al informante estadounidense Edward Snowden, al narcotraficante Sito Miñanco y a Rodrigo Lanza en el caso 4F.
En 2017, representó a César Strawberry, cantante de Def Con Dos, por la publicación de varios tuits sobre el político José Antonio Ortega Lara o el militar Luis Carrero Blanco, en los que ironizaba con la vuelta de los GRAPO y ETA, y por los que la Audiencia Nacional le había absuelto. Sin embargo, el Tribunal Supremo revocó la absolución y condenó a Strawberry a un año de prisión, y Elbal acudió al Tribunal Europeo de Derechos Humanos para conseguir la absolución de la condena por enaltecimiento del terrorismo.
Ese mismo año, junto a otros abogados especializados en Derecho penal, Elbal defendió que las protestas ciudadanas que se habían producido en Cataluña contra la operación policial que se había puesto en marcha para evitar el referéndum de independencia del 1 de octubre no podían ser calificadas como un delito de sedición. Desde de 2017, forma parte de la defensa internacional de los miembros del Gobierno de la Generalidad, Carles Puigdemont, Antoni Comín y Meritxell Serret, que se encuentran huidos de la justicia española.
Aunque no fue su abogada, Elbal defendió al actor Willy Toledo después de que la organización ultraconservadora[cita requerida] Asociación Española de Abogados Cristianos le denunciara por blasfemia en 2018, tras haber escrito en Facebook "Yo me cago en Dios y me sobra mierda para cagarme en el dogma de la 'santidad y virginidad de la Virgen María", tras conocerse la apertura de juicio oral contra tres mujeres que en 2014 habían salido en procesión con una gran vagina por Sevilla. A lo que Elbal declaró que "Willy Toledo es víctima de una persecución por un delito inexistente".
En enero de 2019, participó en la Jornada internacional contra la criminalización del Derecho a la Protesta organizada por el Centro para la Defensa de los Derechos Humanos Irídia. Elbal fue invitada en la mesa que llevaba por título "El poder judicial frente a los derechos: la judicialización de la protesta y la disidencia", y en el que participaron, entre otros, la magistrada Victoria Rosell, el magistrado emérito del Tribunal Supremo José Antonio Martín Pallín y el abogado Benet Salellas.
Es asesora de la European Center for Constitutional and Human Rights de Berlín (Alemania) y del Palestinian Center for Human Rights de Gaza. Además, es miembro del equipo de litigios estratégicos del Observatorio DESC de Barcelona.

## Obra
- Contrapoder ¡Desmontando el régimen!, con Gonzalo Boye, Rafael Escudero, Sebastián Martín (Roca Editorial, 2015) ISBN 9788416498826